# Tmesisternus albertisi
Tmesisternus albertisi là một loài bọ cánh cứng trong họ Cerambycidae.